# Голенда, Матуш
Матуш Голенда (словац. Matúš Holenda; род. 20 апреля 1995 года, Тренчин, Словакия) — словацкий хоккеист, защитник. Выступает в Словацкой экстралиге за клуб «Дукла» (Тренчин).

## Карьера
Воспитанник хоккейной школы «Дукла» (Тренчин). Всю свою карьеру играет за родной клуб. На правах аренды также выступал за команды «Дукла» (Сеница), «Оранж 20», ХК «Трнава», ХК «Поважска Бистрица».
В чемпионатах Словакии провёл 257 матчей, набрал 75 очков (17 шайб + 58 передач).
В составе сборной Словакии провел 11 матчей, набрал 1 очко (0+1). В составе молодежной сборной Словакии участник чемпионата мира 2015 (7 матчей, 1+0). В составе юниорской сборной Словакии участник чемпионата мира 2013 (6 игр, 0+1).

## Достижения
- Бронзовый призёр молодёжного чемпионата мира 2015
- Серебряный призёр чемпионата Словакии 2018